# سميتا باتيل

سميتا باتيل.

سميتا باتيل (17 أكتوبر 1955  - 13 ديسمبر 1986 ) كانت ممثلة سينمائية وتلفزيونية ومسرحية هندية. تعتبر واحدة من أفضل الممثلات في المسرح والسينما الممثلات في ذلك الوقت،  ظهرت سميتا باتيل في أكثر من 80 فيلما  باللغة الهندية والمراثية طوال مسيرتها الفنية. خلال مشوارها الفني، فازت بجائزتين هي جوائز الفيلم الوطني وجوائز فيلم فير. في عام 1985 حصلت على وسام بادما شري وهو رابع أعلى وسام وجائزة مدنية تكريمية في الهند.

## وفاتها
توفيت سميتا في يوم 13 ديسمبر عام 1986 عن عمر يناهز 31 سنة بعد مضاعفات الولادة  وكان ذلك بعد أسبوعين بعدما أنجبت ابنها، بارتيك بابار .

## روابط خارجية
- سميتا باتيل على موقع IMDb (الإنجليزية)
- سميتا باتيل على موقع ألو سيني (الفرنسية)
- سميتا باتيل على موقع أول موفي (الإنجليزية)
- سميتا باتيل على موقع قاعدة بيانات الأفلام السويدية (السويدية)
- سميتا باتيل على موقع قاعدة بيانات الفيلم (الإنجليزية)
- سميتا باتيل على موقع كينوبويسك (الروسية)